# Intime (album)
Pour les articles homonymes, voir Intime.
Albums de Christophe
Paradis retrouvé, Volume 1
(2013) Les Vestiges du chaos
(2016)
Intime est le troisième album live de Christophe, enregistré en acoustique le 16 décembre 2013 au studio Davout, paru le 31 mars 2014.

## Accueil
L'album est largement commenté par les médias, et généralement apprécié. Cet album fait suite, l'année précédente, au  retour sur scène du chanteur dans le cadre d’une série de concerts. Dans cette tournée, Christophe joue essentiellement  en acoustique, avec son piano, et sa guitare (mais aussi quelquefois son synthétiseur), pour une performance sobre, où il interprète notamment ses succès. L'album est dans le même esprit. Il a été enregistré dans les conditions du direct, avec un petit public, de fans, au studio Davout, à Paris, en deux soirées,,,.

## Titres
Liste de titres selon Discogs :
CD 1
1. Comme un interdit
2. Les Mots bleus
3. J'l'ai pas touchée
4. Aline
5. Les Paradis perdus
6. Les Marionnettes
7. Parle-lui de moi
8. La Non-demande en mariage
9. La dolce vita
10. Señorita
11. Emporte-moi
12. Petite fille du soleil
13. Alcaline
14. Lita

CD 2
1. Elle dit
2. La Petite Fille du troisième
3. La Man
4. Ces petits luxes
5. Comm' si la terre tremblait

Il existe trois éditions pour cet album : une édition simple 1CD, une double-édition avec le second disque incluant cinq titres, et une édition collector limitée à pochette noire comprenant un troisième CD bonus incluant une version exclusive du titre T'aimer fol'ment. C'est également l'un des premiers disques du chanteur à avoir été édité en vinyle.